# Mercedes Junior Team
Il Mercedes Junior Team è un'iniziativa del Team Mercedes AMG F1, per aiutare la crescita dei giovani piloti fino a portarli in Formula 1. Nel 2016, Pascal Wehrlein e Esteban Ocon sono stati i primi piloti del programma ad esordire in Formula 1, mentre George Russell nel 2022 diventa il primo pilota del Junior Team a correre in Formula 1 con il team Mercedes.

## Piloti attuali
Piloti aggiornati alla stagione 2022
| Pilota                | Anni  | Campionato attuale              | Titoli vinti in Mercedes Junior Team |
| --------------------- | ----- | ------------------------------- | --- |
| Andrea Kimi Antonelli | 2018– | Campionato Mondiale di F1       | CIK-FIA European Championship - OK WSK Euro Series - OK WSK Super Master Series - OKJ WSK Euro Series - OKJ Formula 4 ADAC Formula 4 italiana FIA Motorsport Games categoria KCMG F4 Formula Regional Middle East |
| Alex Powell           | 2019– | Karting (OK) Formula 4 italiana | ROK Cup Superfinal - Mini ROK 24° South Garda Winter Cup - Mini ROK WSK Final Cup - 60 Mini Champions of the Future - OK                                                                                          |
| Yuanpu Cui            | 2021– | Karting (OK) Euro 4             | n/a |
| Luna Fluxa            | 2022– | Karting (OKJ)                   | n/a |
| Kenzo Craigie         | 2023- | Karting                         | n/a |
| Doriane Pin           | 2024- | F1 Academy                      | n/a |
| Noah Strømsted        | 2025- | Formula 3                       | Formula Regional European Championship |

## Piloti che ne hanno fatto parte
| Pilota           | Anni      | Campionati svolti                                                         | F1 team                                                                           |
| ---------------- | --------- | ------------------------------------------------------------------------- | --------------------------------------------------------------------------------- |
| Pascal Wehrlein  | 2014–2018 | Deutsche Tourenwagen Masters (2014–2015, 2018) Formula 1 (2016–17)        | Manor Racing (2016) Sauber F1 Team (2017)                                         |
| Esteban Ocon     | 2015–2019 | GP3 Series (2015) Deutsche Tourenwagen Masters (2016) Formula 1 (2016–18) | Manor Racing (2016) Force India (2017–18) Renault/Alpine (2020-2024) Haas (2025-) |
| George Russell   | 2017-2021 | GP3 Series (2017) Formula 2 (2018) Formula 1 (2019-2021)                  | Williams F1 (2019-2021) Mercedes (2020, 2022-)                                    |
| Paul Aron        | 2019–2023 | Formula 3 regional Formula 3 (2023)                                       |                                                                                   |
| Frederik Vesti   | 2021–2023 | Formula 3 (2021) Formula 2 (2022-2023)                                    |                                                                                   |
| Daniel Guinchard | 2022      | Formula 4 britannica (2022)                                               |                                                                                   |